# Локомотив (Куп'янськ)
«Локомоти́в» — аматорський футбольний клуб з міста Куп'янська Харківської області. Виступає в чемпіонаті ААФУ 2009 року. Багаторазовий чемпіон та володар кубка Харківської області.